# Goal.com
Goal.com（ゴール・ドットコム）は、チコ・メリギ (Chicco Merighi) とジャンルイージ・ロンギノッティ＝ブイトーニ (Gianluigi Longinotti-Buitoni) によって2004年に設立されたサッカーニュース専門のウェブサイト。現在、DAZNが所有している。世界最大のオンラインサッカー出版者であり、ESPNに次ぐ2番目に大きなオンラインスポーツ出版者である。50か国以上をカバーする19の言語版を持ち、世界最大のサッカーコミュニティの1つ。

## 歴史
2011年にパフォーム・グループに買収され、ベッセマー・ベンチャーパートナーズを含む投資家達に1,800万ポンドを支払った。
2016年8月、パフォーム・グループはスポーツ専門のオンラインストリーミングサービスであるDAZNを開始した。2018年9月、パフォーム・グループは、コンシューマー向けコンテンツ事業を行うDAZNグループ（ストリーミングサービスにちなんで命名）と、企業向けサービスを行うパフォーミング・コンテンツ（Perform Content）の2社に分割された。この新体制の下、ゴールはDAZNの傘下になった。
2019年3月、DAZNはパフォーム・メディア部門をDAZNメディアに再編成した。これにGoalが含まれている。

## Goal 50
2007-08シーズンからは、"Goal 50"の一環として、Goalの記者が各シーズンのベスト50選手を選出し、ランク付けを行っている。2018-19シーズンからは、50人の選手を男女25人ずつに分け、男女の最優秀選手が栄冠に輝いた。

### 男子
| シーズン | 最優秀選手                 | クラブ                       |
| -------- | -------------------------- | ---------------------------- |
| 2007–08  | クリスティアーノ・ロナウド | マンチェスター・ユナイテッド |
| 2008–09  | リオネル・メッシ           | バルセロナ                   |
| 2009–10  | ヴェスレイ・スナイデル     | インテル・ミラノ             |
| 2010–11  | リオネル・メッシ           | バルセロナ                   |
| 2011–12  | クリスティアーノ・ロナウド | レアル・マドリード           |
| 2012–13  | リオネル・メッシ           | バルセロナ                   |
| 2013–14  | クリスティアーノ・ロナウド | レアル・マドリード           |
| 2014–15  | リオネル・メッシ           | バルセロナ                   |
| 2015–16  | クリスティアーノ・ロナウド | レアル・マドリード           |
| 2016–17  | クリスティアーノ・ロナウド | レアル・マドリード           |
| 2017–18  | ルカ・モドリッチ           | レアル・マドリード           |
| 2018–19  | フィルジル・ファン・ダイク | リヴァプール                 |
| 2019–20  | ロベルト・レヴァンドフスキ | バイエルン・ミュンヘン       |
| 2020–21  | リオネル・メッシ           | バルセロナ                   |
| 2021–22  | リオネル・メッシ           | バルセロナ                   |

### 女子
| シーズン | 最優秀選手             | クラブ                         |
| -------- | ---------------------- | ------------------------------ |
| 2018–19  | ミーガン・ラピノー     | レインFC                       |
| 2019–20  | ペルニレ・ハルダー     | VfLヴォルフスブルク チェルシー |
| 2020–21  | アレクシア・プテジャス | バルセロナ                     |
| 2021–22  | アレクシア・プテジャス | バルセロナ                     |